# Ikke Hüftgold
Ikke Hüftgold, pseudonimo di Matthias Distel (Limburg an der Lahn, 17 settembre 1976), è un cantante, compositore e personaggio televisivo tedesco.

## Biografia
Originario del distretto limburghese di Eschhofen, Matthias Distel si è diplomato alla scuola superiore di Limburg an der Lahn nel 1996, poi ha svolto il servizio civile in assistenza geriatrica e ha iniziato a studiare prima di avviare un'attività di orticoltura con un socio nella sua città natale. Ha imparato a suonare diversi strumenti ed è stato il frontman di vari gruppi rock tedeschi come i Scarabäus ed i Marius dal 1993 al 2006. Dal 2007 in poi ha iniziato a scrivere e produrre programmi radiofonici per bambini.
Con il suo il suo alter ego Ikke Hüftgold ha pubblicato il suo singolo di debutto Saufen ist Scheiße, doch wir machen's trotzde, si è successivamente trasferito a Maiorca, dove ha fatto la sua prima apparizione al Bierkönig nel 2009. Lì è diventato rapidamente una figura di culto, facendo oltre 150 apparizioni all'anno a Maiorca e nell'Europa germanofona. Il personaggio di Ikke Hüftgold come una figura satirica caratterizzata da una parrucca nera, una tuta da ginnastica e il dito medio alzato quando entra in scena.
Nel 2012 ha vinto un Ballermann Award per il miglior artista emergente, mentre nel 2014 ha raggiunto la prima posizione della classifica tedesca con il brano So geht die Gauchos (So geht die Deutschen), in collaborazione con Willi Herren, in onore della vittoria della Germania al campionato mondiale di calcio 2014.
Nel 2016, in protesta contro il divieto riguardo al consumo di alcolici imposti sull'isola di Maiorca, Hüftgold ha fatto distribuire gratuitamente più di 4 000 lattine di birra durante la sua esibizione all'annuale Bierkönig. Dopo che ne seguì una violenta rissa tra i turisti in forte stato di ebbrezza, Hüftgold fu bandito a vita dall'apparire al festival musicale. Come risposta a ciò, Hüftgold ha annunciato che i suoi concerti sarebbero continuati presso le sabbie d'oro in Bulgaria.
Nel 2021 ha annunciato che non si sarebbe più esibito come Ikke Hüftgold per concertarsi su una propria carriera solista. Tuttavia, nel mese di maggio dello anno, Hüftgold ha fatto il suo ritorno con il singolo Ich schwanke.
Il 4 febbraio 2023, dopo aver vinto un concorso indetto su TikTok, Ikke Hüftgold è stato confermato fra i nove partecipanti a Unser Lied für Liverpool, il processo di selezione del rappresentante tedesco all'Eurovision Song Contest 2023 con il brano Lied mit gutem Text.

## Discografia

### Album in studio
- 2021 – Lustige Weihnachten (Klassikalbum)

### Raccolte
- 2016 – Ballerpunk
- 2020 – Dicke Hits und Kartoffelsalat aus dem Märchenland

### Singoli
- 2010 – Fußballgötter (feat. Hepatitis)
- 2011 – Wir wollen feiern (...wohohohohoho) (feat. DJ Düse)
- 2011 – Pik Pik Pik (Finger in den A...)
- 2011 – Brigütte – Komm mit mir in die Hütte
- 2012 – Bongiorno (con Peter Wackel)
- 2012 – Ich will Sex mit dir Carmen (con Lorenz Büffel)
- 2013 – Der Mickie Krause Song
- 2013 – Der gecoverte Coversong
- 2014 – Dicke Titten, Kartoffelsalat
- 2014 – So gehn die Gauchos (So gehn die Deutschen) (con Willi Herren)
- 2014 – Salz auf die Eier (con Carsten Spengemann)
- 2015 – Leck die Tussy (con DJ Düse)
- 2015 – Wenn ich wieder nüchtern bin
- 2015 – Hose runter! (con Sandy Sahne)
- 2015 – Quellkartoffel & Dupp Dupp
- 2016 – Dicke Titten, Kartoffelsalat (feat. Volksmetal)
- 2016 – Wir sind Mallorca (con Mia Julia)
- 2016 – Wir sind der Ballermann (con Mia Julia)
- 2016 – Wir sind der Bierkönig (con Mia Julia)
- 2016 – Vor, zurück (con Willi Herren)
- 2016 – So gehn die Deutschen (So gehen die Holländer: EM 2016 Mix) (con Willi Herren)
- 2016 – So wie in alten Tagen (con Rick Arena)
- 2016 – Huuh
- 2016 – Alle Blau
- 2017 – Don’t Take Me Home
- 2017 – Urensohn
- 2017 – Modeste Song (con VFL Eschhofen feat. Kreisligalegende)
- 2018 – Schon wieder besoffen (con Ingo ohne Flamingo)
- 2018 – Wir sind Weltmeister (Im Saufen)
- 2018 – Alle Blau (Bella Ciao) (con Honk!)
- 2018 – Ihr könnt Euch einfach mal (feat. Basti Trailerpark)
- 2018 – Berti Bums Birne (con Lorenz Büffel)
- 2018 – Wir sind wieder da (con Lorenz Büffel)
- 2018 – Wir fahr’n gern zu den Tschechen (con Kreisligalegende)
- 2019 – Reiss den Hahn auf (Kein Problem) (con Don Francis)
- 2019 – Asamoah (con Lorenz Büffel)
- 2020 – Wo ist das Paracetamol (con Gebroeders Ko)
- 2020 – Pegelstufe 10 (con Julian Benz)
- 2021 – Ich schwanke noch
- 2021 – Lewandowski Song
- 2021 – Hey Mallorca (Wir sind da)
- 2022 – Afrika (con Bovann)
- 2022 – Rapunzel (con Die Draufgänger)
- 2022 – Wo-Le (Wodka Lemon) (con Maverick)
- 2022 – Schwedische Sabinen (con Kreisligalegende e Johnny Cap)
- 2022 – Lied mit gutem Text
- 2022 – Bierbär (con Markus Becker)
- 2023 – Leony (Du Zuckerschnute) (con Schmitty Extreme e Thekensportlerz)
- 2023 – Die Eurovisionshymne

#### Come featuring
- 2020 – Eine Liebe (Mallorca AllStars feat. Isi Glück, Ikke Hüftgold, Almklausi, Lorenz Büffel, Carolina e Honk!)
- 2021 – Unten kommt die Gurke rein (Die Sacknähte feat. Ikke Hüftgold)
- 2021 – Tornado (Ron Bieleki feat. Ikke Hüftgold)
- 2022 – Nichts auf der Welt (Mallorca AllStars feat. Isi Glück, Ikke Hüftgold, Carolina, Honk!, Stefan Stürmer, Julian Benz, Matty Valentino, Kreisligalegende, Malin Brown, Matusa e Stefan Stürmer)
- 2022 – Hinteregger Song (Hinti e Kreisligalegende feat. Ikke Hüftgold)